# Instroutch
L'Instroutch (en russe : Инструч ; en allemand : Inster ; en lituanien : Įsrutis) est une rivière de Russie qui coule dans l'oblast de Kaliningrad.

## Géographie
Elle nait au nord-est de Dobrovolsk puis, après un cours de 111 km, conflue avec l'Angrapa près de Tcherniakhovsk pour former la Pregolia.
Avant 1945, la rivière faisait partie de la province de Prusse-Orientale. La ville d'Insterbourg (actuellement Tcherniakhovsk) fut nommée d'après le nom allemand de la rivière, Inster.